# Красноселькуп
Красносельку́п — село в Ямало-Ненецком автономном округе России, административный центр Красноселькупского района. Ранее называлось Тундровый Яр.

## География
Расположено на реке Таз, в 900 км к востоку от Салехарда.
Является одним из самых южных населённых пунктов, в которых наблюдается полярный день.

## Климат
В Красноселькупе континентальный субарктический климат с морозной продолжительной зимой и недлинным тёплым летом.

## История
Возникло в 1933 году на месте селькупского стойбища Ньярыль Мач. В переводе на русский язык это означает заболоченный, тундровой лес.
С 2005 до 2021 гг. образовывало сельское поселение село Красноселькуп, упразднённое в 2021 году в связи с преобразованием муниципального района в муниципальный округ.

## Население
| 1959  | 1970  | 1979  | 1989  | 2002  | 2010  | 2011  |
| ----- | ----- | ----- | ----- | ----- | ----- | ----- |
| 825   | ↗1132 | ↗1893 | ↗5300 | ↘4014 | ↘3974 | ↘3965 |
| 2012  | 2013  | 2014  | 2015  | 2016  | 2017  | 2018  |
| ↘3790 | ↗3798 | ↗3908 | ↗3948 | ↗3972 | ↘3907 | →3907 |
| 2019  | 2021  |       |       |       |       |       |
| ↘3870 | ↘3732 |       |       |       |       |       |

## Религия
В 2004 году закончено строительство Храма Святого мученика Василия Мангазейского.

## Инфраструктура
В 2006 году построена школа на 500 учеников. В 2020 году открылся крупный спортивный центр. В 2022 году открылся большой детский сад «Морошка».

## Экономика
В селе действуют нефтяная компания, лесхоз, агрофирма «Приполярная».
Долгое время шло строительство газопровода от Черничного месторождения до Красноселькупа протяжённостью порядка 20 км. Потрачено было более 200 млн рублей. Состоялось даже торжественное открытие, но газ в посёлок так и не поступил. Как выяснилось позднее, газопровод не был достроен. В связи с этим, велось строительство нового газопровода с Южно-Русского месторождения. Протяженность около 130 км. Стоимость проекта более миллиарда рублей. На данный момент электроэнергия, поступающая в Красноселькуп и его инфраструктуры вырабатывается на местной ТВЭС посредством 8-ми низкооборотистых дизельных электростанций СДГ-2 (мощностью 800 кВт каждая), работающих в режиме параллельной работы. Закончена стройка волоконно-оптической линии связи. В настоящее время газопровод достроен, также генераторы переводят на газ.

## Транспорт
Автомобильные дороги есть лишь в самом селе; за его пределами транспортное сообщение по земле возможно только в холодное время года по зимникам.
Судоходство по реке Таз грузовое и на личных катерах. Действует база речного флота, имеются грузовые пристани.
Действует аэропорт, в котором в 2022 году сдано в эксплуатацию новое здание аэровокзала. Сам аэропорт способен круглогодично принимать рейсы различных, вплоть до среднемагистральных, судов, однако по состоянию на 2025 год служит лишь как посадочная вертолётная площадка для сообщения с городами Тарко-Сале и Новым Уренгоем.